# Halakodanuan
Halakodanuan is een bestuurslaag in het regentschap Flores Timur van de provincie Oost-Nusa Tenggara, Indonesië. Halakodanuan telt 386 inwoners (volkstelling 2010).